# مارسل گروسمان
مارسل گروسمان (مجاری: Grossmann Marcell؛ زاده ۹ آوریل ۱۸۷۸ – درگذشته ۷ سپتامبر ۱۹۳۶) یک ریاضی‌دان اهل سوئیس بود.